# HMAS Paterson
HMAS „Paterson” – australijski trałowiec pomocniczy z okresu II wojny światowej.

## Historia
Parowiec SS Paterson został zbudowany w stoczni T. F. Morrison, Sinclair & Company w Balmain w 1920. Statek miał drewniany kadłub, mierzył 148,8 stóp długości, 32,7 stóp szerokości oraz 11,3 stopy zanurzenia (45,4 x 10,0 x 3,4 m), jego pojemność wynosiła 446 GRT. Statek napędzany był maszyną parową o mocy 51 BHP.
Paterson pływał jako kabotażowiec na wschodnim wybrzeżu Australii. W trakcie II wojny światowej statek został zarekwirowany do użytku RAN 21 grudnia 1940. 27 grudnia statek wyruszył z Sydney do Melbourne, gdzie przybył 31 grudnia i został przygotowany do służby jako trałowiec pomocniczy (auxiliary minesweeper). Okręt wszedł do służby już jako HMAS Paterson (FY10) 1 maja 1941 pod dowództwem kapitana rezerwy RAN Percy'ego G. Collinsa.
W służbie RAN okręt był uzbrojony w armatę 12-funtową (76,2 mm), dwa karabiny maszynowe 7,7 mm i cztery bomby głębinowe.
Okręt początkowo wszedł w skład Minesweeping Group 54 (54 Grupa Trałowa) stacjonującej w Melbourne, od 12 listopada 1941 Paterson operował w Minesweeping Group 50 w Sydney, a od 12 lutego 1942 należał do stacjonującej w Newcastle Minesweeping Group 77.
Okręt pracował głównie jako trałowiec, kilkakrotnie służył także jako holownik celów dla artylerii nadbrzeżnej.
Po zakończeniu wojny Paterson został wycofany do rezerwy 26 listopada 1945 i zwrócony właścicielom 1 maja 1946.
Paterson zatonął 11 czerwca 1951, w czasie podróży z Sydney do Newcastle, przewożąc między innymi 476 tuzinów butelek piwa.